# Euploea gebehensis
Euploea gebehensis är en fjärilsart som beskrevs av Van Eecke 1915. Euploea gebehensis ingår i släktet Euploea och familjen praktfjärilar. Inga underarter finns listade i Catalogue of Life.